# Мицубиши Ф-2
Мицубиши Ф-2 је јапански једномоторни ловац четврте генерације. Развила га је јапанска компанија Мицубиши уз помоћ америчке компаније Локид Мартин. Једини корисник овог авиона јесу јапанске Ваздухопловне самоодбрамбене снаге.

## Развој и дизајн
Развој авиона Мицубиши Ф-2 званично је отпочео 1985. године. Планиран је као замена за ловачки авион Мицубиши Ф-1. Као основа за развој узет је амерички ловачки авион F-16 Фајтинг Фалкон, који је у то време производила некадашња америчка компанија General Dynamics. Мицубиши Ф-2 има многобројна унапређења у односу на авион из кога је настао, попут АЕСА радара (радара са активним електронским скенирањем), значајније употребе композитних материјала у конструкцији и других. Произведено је укупно 98 авиона, укључујући и четири прототипа. Тестирање прототипова је обављено у периоду од 1995. године до 2000. године. Серијска производња је окончана 2011. године, када су испоручени последњи наручени примерци. У односу на F-16 Фајтинг Фалкон, Мицубиши Ф-2 има за 25% већу површину крила и метар и по већи размах крила. Мицубиши Ф-2 је погоњен турбо-млазним мотором Џенерал Електрик Ф110-ИХИ-129, потиска 76 kN без форсажа, односно 131 kN са додатним сагоревањем, може да носи нешто преко осам тона наоружања, а опремљен је и кочним падобраном.

## Варијанте
- Мицубиши Ф-2А – једносед;
- Мицубиши Ф-2Б – тренажни двосед.

## Корисници
- Јапан

## Галерија
- Мицубиши Ф-2